# Llei dels gasos ideals
La llei dels gasos ideals és una equació d'estat que relaciona la pressió, {\textstyle P}, el volum, {\textstyle V}, la temperatura, {\textstyle T}, i la quantitat de substància, {\textstyle n}, d'un gas ideal; un gas hipotètic les molècules del qual són totalment lliures i on no hi ha cap interacció entre elles.
Aquesta llei es pot derivar de la teoria cinètica dels gasos i es basa en tres hipòtesis:
- el gas està compost d'un nombre elevat de molècules, que es mouen de manera aleatòria i obeeixen les lleis de Newton del moviment
- el volum de les molècules és molt petit comparat amb l'espai que ocupa el gas, i és negligible
- no hi ha cap altra força que actuï sobre les molècules que no siguin les col·lisions, que són elàstiques i de durada negligible.

Tot i que cap gas té aquestes característiques, la llei descriu de manera força precisa el comportament dels gasos reals, especialment en condicions de temperatura elevada i baixa pressió, atès que la distància entre les molècules i la seva velocitat augmenta fent més difícil la interacció entre elles. I inversament, quan el gas es troba a prop de seu punt de condensació, la llei no es compleix.
L'equació d'estat que defineix un gas ideal és:
| {\displaystyle pV=nRT} |

On {\textstyle n} és el nombre de mols del gas, {\textstyle V} és el volum ocupat pel gas, {\textstyle p} és la pressió, {\textstyle T} la temperatura i {\textstyle R} és la constant dels gasos.
El valor de {\textstyle R} és:
{\displaystyle R=8,31J\cdot mol^{-1}\cdot K^{-1}}
La contant dels gasos està relacionada amb el nombre d'Avogadro ({\textstyle N_{\rm {A}}=6,022\,140\,76\,\times 10^{23}\quad mol^{-1}}) i la constant de Boltzmann ({\textstyle k_{B}=1.380\,650\,4(24)\times 10^{-23}\,J\cdot K^{-1}}):
{\displaystyle R=N_{\rm {A}}k_{B}}

## Derivació empírica

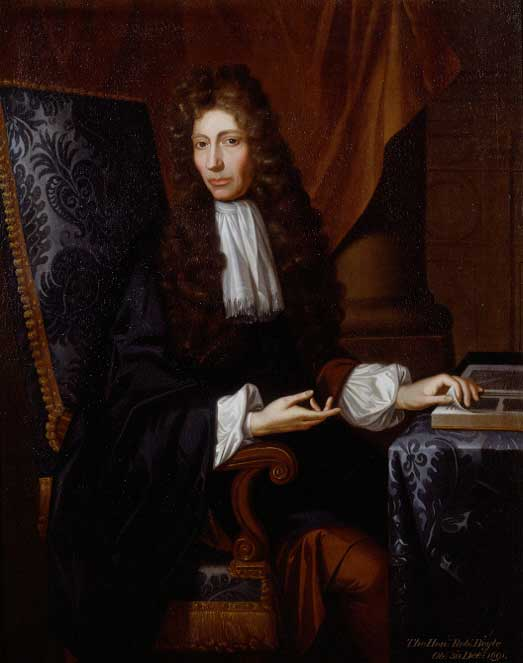
Robert Boyle (1627-1691)

La formulació de l'equació dels gasos ideals s'inicià en un article del 1834 de l'enginyer de mines francès Émile Clapeyron (1799-1864) en el qual realitzava un estudi del cicle de Carnot. En aquest article agrupà dues equacions relatives a les transformacions dels gasos:
- L'equació de la llei de Boyle-Mariotte, que relaciona la pressió, {\textstyle P_{0}}, i el volum, {\textstyle V_{0}}, d'una determinada massa de gas en un estat inicial, amb la pressió, {\textstyle P}, i el volum, {\textstyle V}, de la mateixa massa de gas en un altre estat que s'hi arriba després de sofrir una transformació a temperatura constant o procés isotèrmic:

(1){\displaystyle PV=P_{0}V_{0}}

- I l'equació de la llei de Charles i Gay-Lussac, que relaciona el volum, {\textstyle V_{0}}, i la temperatura absoluta, {\textstyle T_{0}}, d'una determinada quantitat de gas, amb el volum, {\textstyle V}, i la temperatura absoluta, {\textstyle T}, en un altre estat assolit mitjançant un procés isòbar, això és, a pressió constant:

(2){\displaystyle {\frac {V}{T}}={\frac {V_{0}}{T_{0}}}}

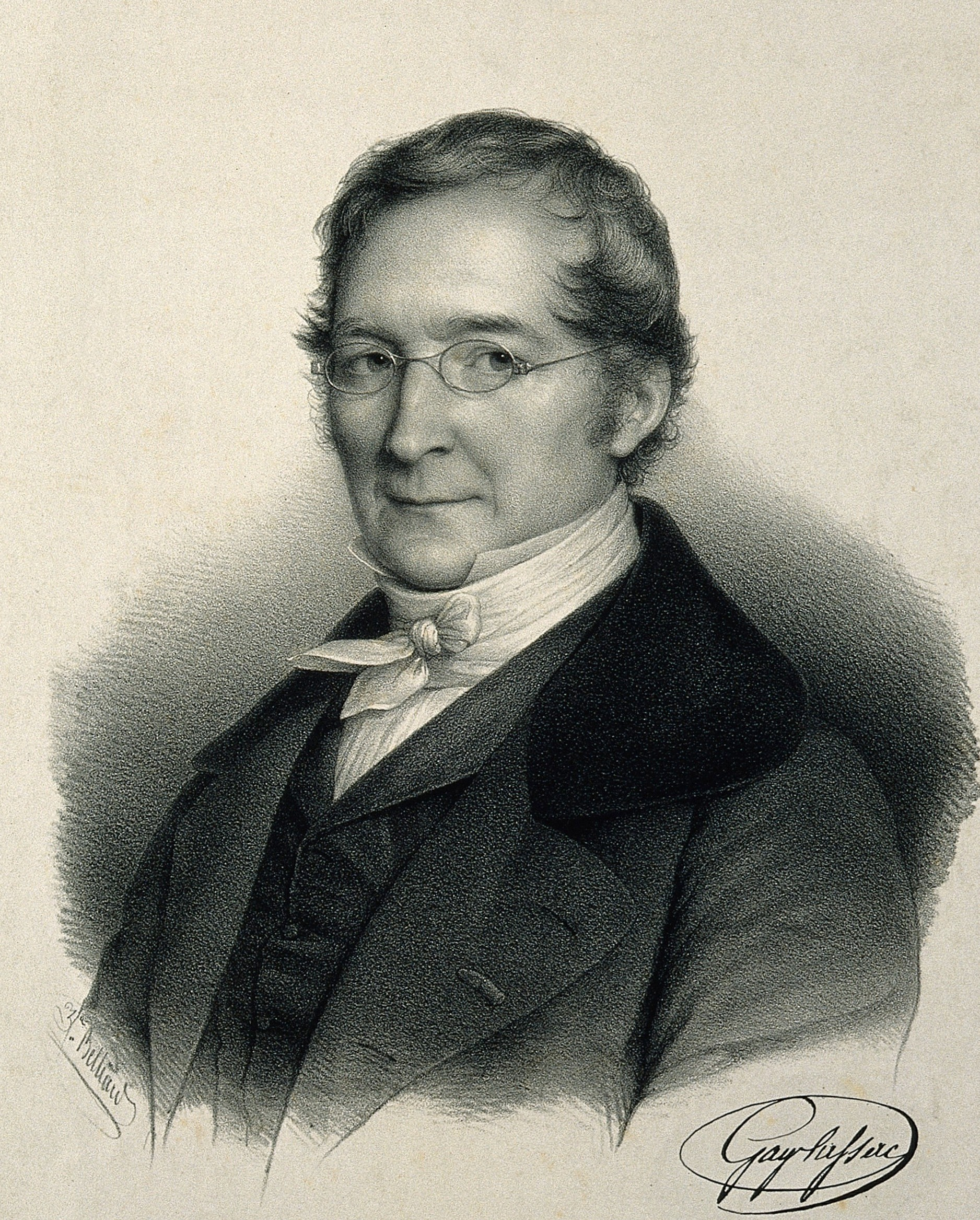
Joseph Louis Gay-Lussac (1778-1850)

L'agrupació d'ambdues equacions permeté a Clapeyron obtenir una equació aplicable a qualsevol procés entre dos estats d'un mateix gas i d'una mateixa massa d'ell, sense les restriccions d'haver de mantenir una de les tres variables constant. És l'anomenada equació de Clapeyron:

(3){\displaystyle {\frac {PV}{T}}={\frac {P_{0}V_{0}}{T_{0}}}}

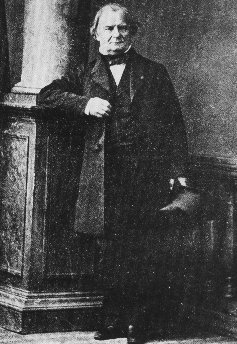
Benoît Paul Émile Clapeyron (1799-1864)

La primera equació d'estat dels gasos ideals fou obtinguda pel químic rus Dmitri Mendeléiev (1834-1907) el 1874 on escriu l'equació dels gasos ideals amb la massa del gas, {\textstyle m}, i la seva massa molar, {\textstyle M}. Per deduir-la emprà les noves masses atòmiques, que conegué al Congrés de Karlsruhe el 1860 quan Stanislao Cannizzaro (1826-1910) explicà un nou mètode de determinar-les i aclarí el concepte de molècula i les observacions experimentals realitzades amb mostres del mateix gas, però amb masses diferents, {\textstyle m}, que demostren que:

(4){\displaystyle {\frac {PV}{T}}\propto m}

Així mateix, elegint mostres de gasos d'igual massa {\textstyle m}, però de diferent constitució química, això és, de diferent massa molecular, {\textstyle M}, resulta que:

(5){\displaystyle {\frac {PV}{T}}\propto {\frac {1}{M}}}

Agrupant ambdues equacions (4) i (5) queda:

(6){\displaystyle {\frac {PV}{T}}\propto {\frac {m}{M}}}

Que hom pot escriure emprant una constant, {\textstyle R}:

(7){\displaystyle {\frac {PV}{T}}={\frac {m}{M}}\cdot R}

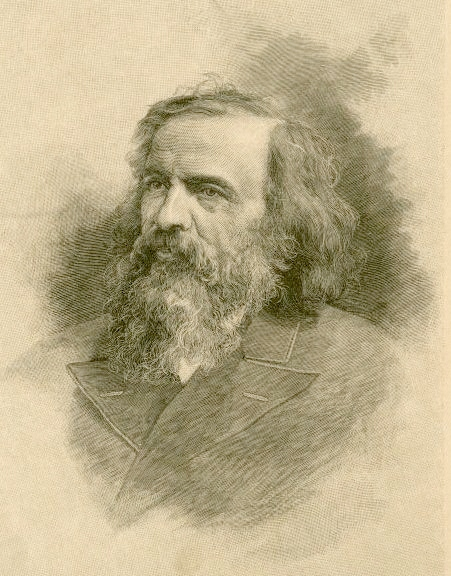
Dmitri Ivanovitx Mendeléiev (1834-1907)

Reorganitzant queda l'equació que obtingué Mendeléiev, i que es coneix com a equació de Clapeyron-Mendeléiev:

(8){\displaystyle PV={\frac {m}{M}}\cdot RT}

Per tant, és una equació d'estat, ja que no implica una relació entre dos estats diferents i és vàlida per a qualsevol gas i per a qualsevol massa d'ell. Això fa que aparegui per primer cop una veritable constant, la constant dels gasos,{\textstyle R}. En posteriors articles en determinà el valor de la constant {\textstyle R}, per a diferents gasos (hidrogen, nitrogen, oxigen, monòxid de carboni, diòxid de carboni i aire) obtenint un valor, en unitats del Sistema Tècnic d'Unitats, de 845 kp·m/kmol·K, que equivalen a 8,29482 J/mol·K, un valor només 0,24% inferior al valor actual, i comprovà que es podia tractar d'una constant universal.
El 1887 el químic holandès Jacobus van 't Hoff, i el 1893 el químic alemany Walther Hermann Nernst (1864-1941) empraren l'equació dels gasos ideals en funció del nombre de mols,{\textstyle n}, fent referència a un article del 1881 del químic alemany August Friedrich Horstmann (1842-1929) on suggeria emprar una massa de gas igual a la massa molecular, és a dir la massa de l'actual mol, ja que així la constant {\textstyle R} no depenia del gas. Escriviren, doncs, la forma actual: 

(9){\displaystyle PV=nRT}

## Derivació teòrica

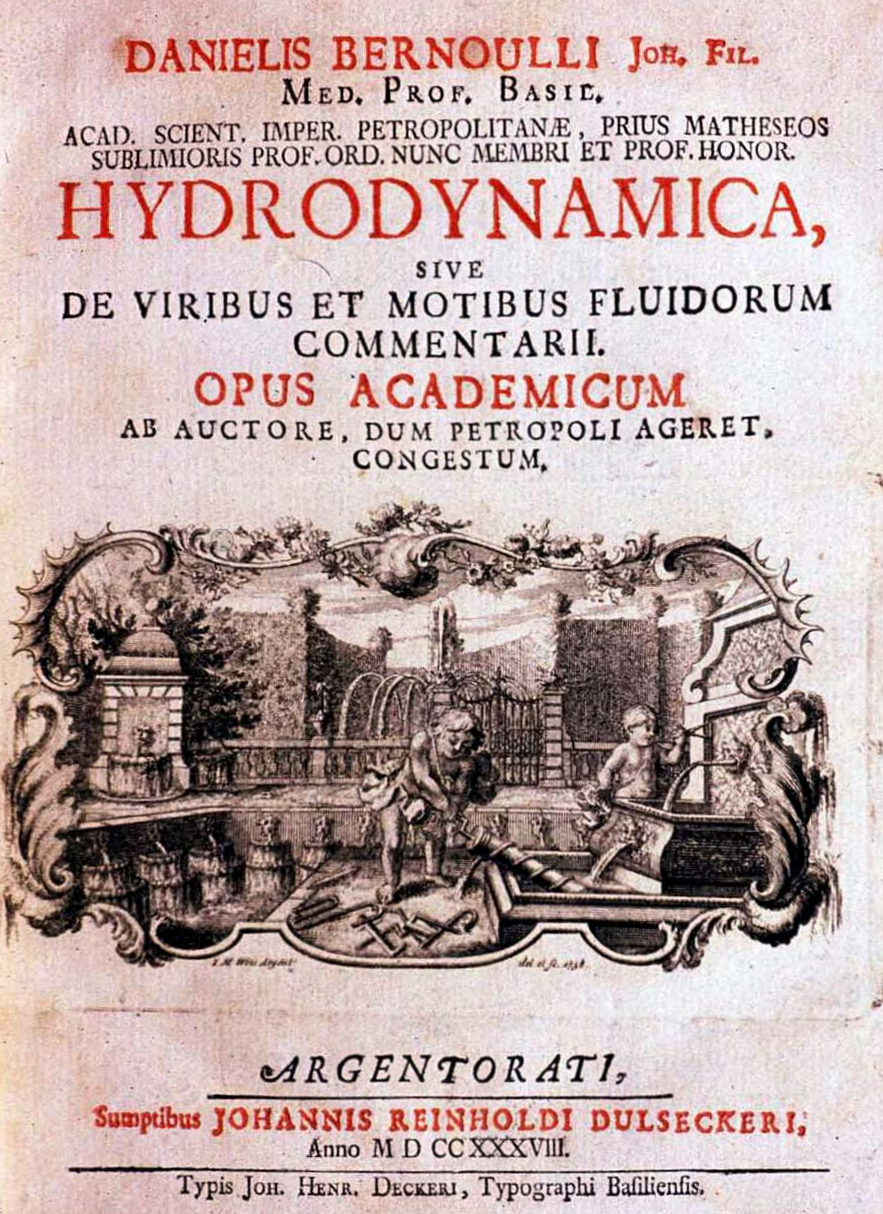
Portada de la Hydrodynamica (1738) de Bernoulli.

El 1738 Daniel Bernoulli (1700-1782) publicà Hydrodynamica, un treball on establí les bases de la teoria cinètica dels gasos. En aquest treball, Bernoulli plantejà l'argument, que encara s'utilitza fins avui dia, que els gasos es componen d'un gran nombre de molècules que es mouen en totes les direccions, que el seu impacte contra una superfície origina la pressió del gas que podem mesurar, i que el que experimenten en forma de temperatura és simplement l'energia cinètica del seu moviment. La teoria no fou acceptada immediatament, en part a causa que el principi de conservació de l'energia encara no s'havia establert, i no era obvi per als físics com les col·lisions entre molècules podrien ser perfectament elàstiques.
El 1845 John James Waterston (1811-1883) envià a la Royal Society un article en què proposava, entre altres coses, que la pressió d'un gas es deu a l'impacte de les seves molècules contra el recipient, una idea trencadora en l'època. L'article fou rebutjat per "estúpid i indigne de ser llegit davant la Royal Society" i només fou publicat després de la mort de Waterston. El 1856 August Karl Krönig (1822-1879), probablement després d'haver llegit el treball de Waterston, creà un model de gas simple, on només considerà el moviment de translació de les partícules. El 1857 Rudolf Clausius (1822-1888), segons les seves pròpies paraules, independentment de Kronig, desenvolupà un model similar, però molt més sofisticat, ja que inclogué moviments moleculars rotacionals i vibracionals. En aquest mateix treball introduí el concepte de recorregut lliure mitjà d'una partícula.
Segons la teoria cinètica la pressió,{\textstyle P}, d'un gas ve donada per:

(10){\displaystyle P={\frac {Nm\langle v\rangle ^{2}}{3V}}}

on:

Simulació del moviment de les molècules d'un gas ideal monoatòmic. La temperatura està relacionada amb l'energia cinètica mitjana de les molècules i la pressió amb els xocs de les molècules amb les parets.

- {\textstyle N}, és el nombre de molècules del gas.
- {\textstyle m}, és la massa d'una molècula de gas.
- {\textstyle \langle v\rangle ^{2}}, és la velocitat mitjana al quadrat de les molècules.
- {\textstyle V}, és el volum del gas.[6]

Per altra banda la temperatura, {\textstyle T}, està relacionada amb l'energia cinètica mitjana, {\textstyle \langle E_{\mathrm {c} }\rangle }, mitjançant la fórmula:

(11){\displaystyle \langle E_{\mathrm {c} }\rangle ={\tfrac {1}{2}}m\langle v\rangle ^{2}={\tfrac {3}{2}}k_{\mathrm {B} }T}

on:
- {\textstyle k_{\mathrm {B} }}, és la constant de Boltzmann.[6]

D'aquesta equació es pot aïllar {\textstyle m\langle v\rangle ^{2}} i substituir en l'anterior:

(12){\displaystyle P={\frac {Nm\langle v\rangle ^{2}}{3V}}={\frac {N3k_{\rm {B}}T}{3V}}={\frac {Nk_{\rm {B}}T}{V}}}

Si el nombre de partícules es posa en funció del nombre d'Avogadro, això és {\displaystyle N=nN_{\rm {A}}}, essent {\textstyle n} el nombre de mols, i s'agrupen les constants (nombre d'Avogadro i constant de Boltzman) en una de sola, és a dir {\textstyle N_{\rm {A}}k_{\rm {B}}=R}, s'obté finalment l'equació del gas ideal:

(13){\displaystyle PV=nN_{\rm {A}}k_{\rm {B}}T}

(14){\displaystyle PV=nRT}